# أ. جاي موراي
أ. جاي موراي (بالإنجليزية: A. J. Murray)‏ هو لاعب كرة قاعدة أمريكي، ولد في 17 مارس 1982 في فيرنال في الولايات المتحدة.

## وصلات خارجية
- أ. جاي موراي على موقع دوري كرة القاعدة الرئيسي (الإنجليزية)
- أ. جاي موراي على موقعبيزبول رفرنس.كوم (الدوري الرئيسي) (الإنجليزية)
- أ. جاي موراي على موقع إي إس بي إن.كوم (أم.أل.بي) (الإنجليزية)
- أ. جاي موراي على موقع مشجعي الرسوم البيانية (الإنجليزية)